# Thesium virens
Thesium virens är en sandelträdsväxtart som beskrevs av Ernst Meyer och A. Dc.. Thesium virens ingår i släktet spindelörter, och familjen sandelträdsväxter. Inga underarter finns listade i Catalogue of Life.